# Гомара
Гомара (ісп. Gómara) — муніципалітет в Іспанії, у складі автономної спільноти Кастилія-і-Леон, у провінції Сорія. Населення — 397 осіб (2010).
Муніципалітет розташований на відстані близько 180 км на північний схід від Мадрида, 25 км на південний схід від Сорії.
На території муніципалітету розташовані такі населені пункти: (дані про населення за 2010 рік)
- Абіон: 34 особи
- Гомара: 298 осіб
- Ледесма-де-Сорія: 25 осіб
- Паредесрояс: 17 осіб
- Торральба-де-Арсьєль: 23 особи

## Демографія
Динаміка населення (INE ):

## Галерея зображень

Розташування муніципалітету Гомара